# Hrabstwo McIntosh (Georgia)

Piramida wieku hrabstwa

Hrabstwo McIntosh – hrabstwo w USA, w południowo-wschodniej części stanu Georgia, na wybrzeżu Atlantyku. Siedzibą administracyjną i jedynym miasteczkiem jest Darien.

## Geografia
Według spisu z 2000 roku obszar całkowity hrabstwa obejmuje powierzchnię 574,5 mil2 (1 123 km²), z czego 433,45 mil2 (1 123 km²) stanowią lądy, a 141,08,80 mil2 (365 km²) stanowią wody.
Według federalnego biura nazw geograficznych (Geographic Names Information System), należącego do United States Geological Survey, w skład hrabstwa McIntosh wchodzi 60 wysp posiadających nazwę, z których 54 to wyspy morskie należące w większości do barierowych wysp Sea Islands.

## Sąsiednie hrabstwa
- Hrabstwo Liberty (północ)
- Hrabstwo Glynn (południe)
- Hrabstwo Wayne (zachód)
- Hrabstwo Long (północny zachód)

## Demografia
Według spisu z 2020 roku liczy 11 tys. mieszkańców, co oznacza spadek o 23,4% w porównaniu z poprzednim spisem z roku 2010. Według danych pięcioletnich z 2021 roku 65,7% to biali (63,9% nie licząc Latynosów), 30,9% czarnoskórzy lub Afroamerykanie, 1,9% miało rasę mieszaną, 0,7% Azjaci, 0,7% to rdzenna ludność Ameryki i 0,2% pochodziło z wysp Pacyfiku. Latynosi stanowili 2,9% populacji hrabstwa.

## Religia
W 2020 roku religijność hrabstwa zdominowana jest przez protestanckie wspólnoty baptystyczne, metodystyczne, zielonoświątkowe i inne ewangelikalne. Dużą ponad 5% społeczność tworzyli mormoni. 3% to katolicy.

## Polityka
Hrabstwo jest przeważająco republikańskie, gdzie w wyborach prezydenckich w 2020 roku, 60% głosów otrzymał Donald Trump i 39% przypadło dla Joe Bidena. 